# Salmo 16

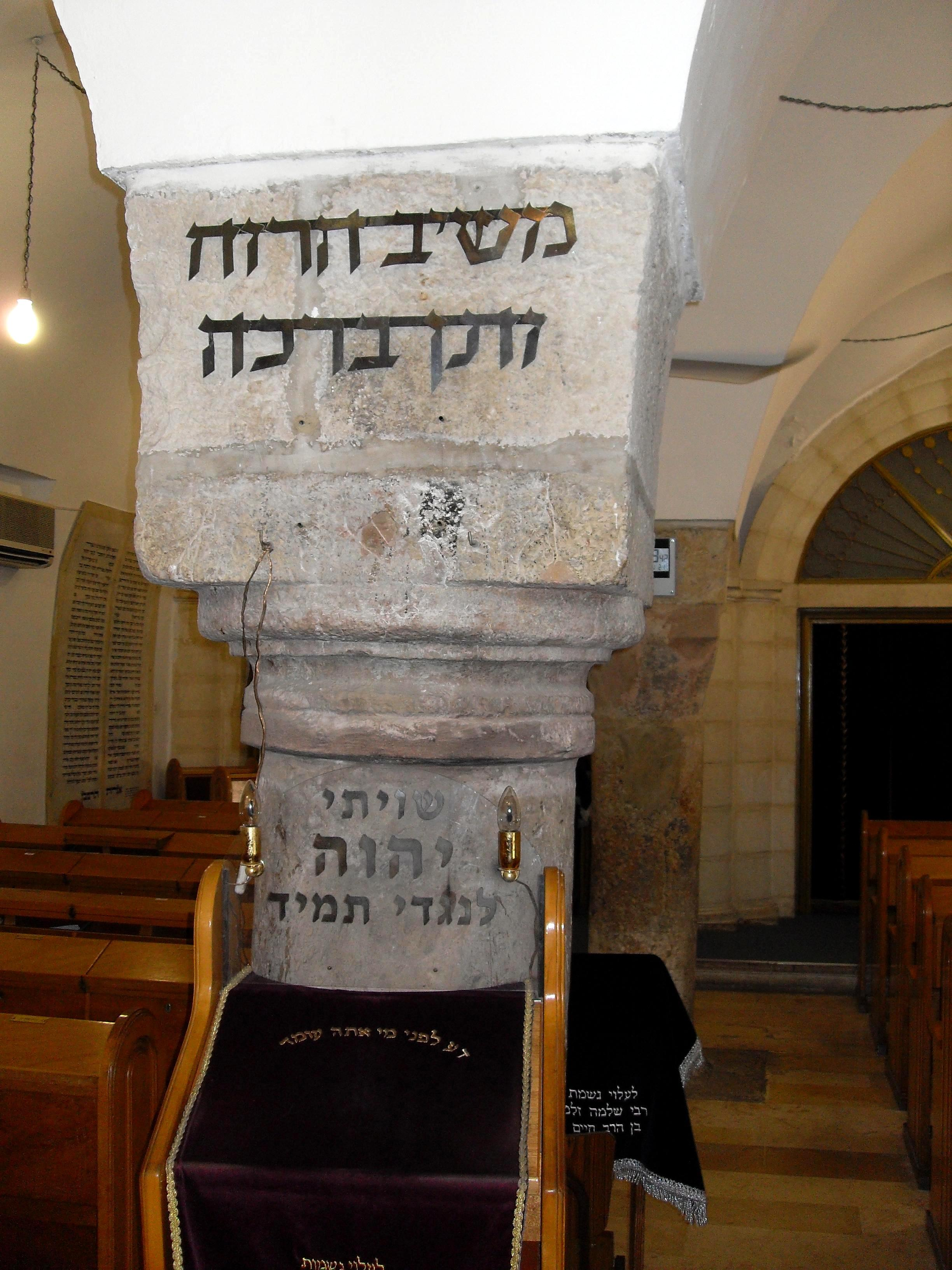
Sinagoga nella Città Vecchia di Gerusalemme; sulla colonna è scritto in ebraico l'ottavo versetto del salmo 16.

Il salmo 16 (15 secondo la numerazione greca) costituisce il sedicesimo capitolo del Libro dei salmi.
È un inno, tradizionalmente attribuito al re Davide. Viene citato due volte negli Atti degli apostoli. In particolare, Salmi 16:10 è citato in Atti 2:31, quale esplicita profezia della Resurrezione di Gesù Cristo, rivelata da Dio al patriarca Davide.
Il Salmo 16 utilizzato dalla Chiesa cattolica nella liturgia delle ore.